# Пущин, Леонид Петрович
 Леонид Петрович Пущин  (7 [19] августа 1843 год — 13 [25] июня 1898 год) — офицер Российского императорского флота, участник русско-турецкой войны 1877—1878 годов. Георгиевский кавалер, генерал-майор флота.

## Биография
Происходил из дворян Пущиных Новгородской губернии. Родился 7 августа 1843 года в дворянской семье отставного поручика лейб-гвардии конно-егерского полка Петра Фёдоровича Пущина (1812—1879) и его жены Евгении Львовны Пятиной (1812—1877). Семья была многодетная — девять детей, четыре из которых умерли в младенчестве.
В 1849 году шестилетний Леонид поступил в Александровский кадетский корпус, откуда в 1854 году перешёл в Морской кадетский корпус. В службе с 1860 года. 17 апреля 1863 года произведён в гардемарины, участвовал в заграничном плавании на винтовом фрегате «Дмитрий Донской» в Атлантический океан. В 1865 году произведён в мичманы, служил более пяти лет на судах броненосной эскадры Балтийского флота. В 1869 году произведён в лейтенанты, окончил курсы в учебно-артиллерийском отряде. В конце 1870 года переехал на юг и поступил на службу в качестве помощника капитана в Русское общество пароходства и торговли, затем был назначен командиром одного из пароходов этого общества.
В самом начале русско-турецкой войны 1877—1878 годов Пущин вернулся на действительную службу и был назначен командиром миноноски № 1. 28 мая 1877 года минный транспорт «Великий Князь Константин», взяв на буксир миноноски № 1 и № 2 вышел из Одессы к Сулину. Собственные катера минного транспорта: «Чесма», «Синоп», «Наварин» и «Минер» были вооружены буксируемыми минами, миноноски — шестовыми. Около двух часов ночи 29 мая миноноска № 2 (командир лейтенант В. О. Рождественский) в Сулинском гирле попыталась атаковать броненосный корвет «Иджлалие», но шестовая мина взорвалась, наткнувшись на боновое заграждение. Лейтенант Л. П. Пущин, который командовал миноноской № 1, предпринял попытку подвести торпеду под турецкий броненосец, но произошёл преждевременный взрыв торпеды. От взрыва турецкий броненосец был сильно повреждён (однако турки впоследствии этого не признали), но и у миноноски Пущина был перебит машинный люк. С трудом восстановив ход, под сильным оружейным огнём, русский катер попытался уйти к берегу. Но второй турецкий броненосец догнал катер и открыл по нему огонь. Потеряв ход и оказавшись в безвыходном положении, Пущин принял решение затопить минный катер, и вместе с командой (минёр, вольнонаемный машинист, два кочегара и матрос), надев спасательные жилеты, вплавь добираться до берега. Около 5 часов моряки пытались доплыть до берега, но течением их относило к турецкой эскадре, где они были взяты в плен, а затем доставлены в Константинополь.
Пущин содержался в одиночной камере тюрьмы. По просьбе русского правительства, германский посол в Турции, за ежемесячную сумму на расходы, взял его под своё покровительство. Из плена Пущин был освобожден в феврале 1878 года. 3 апреля 1878 года был награждён орденом Святого Георгия 4 степени.
После возвращения из плена служил командиром порта в Феодосии. 26 февраля 1885 года произведён в капитаны 2 ранга, в 1887 году переименован в подполковники по адмиралтейству. В том же году назначен заведующим загородными судами и Петергофской военной гаванью, состоял в нестроевых ротах Гвардейского экипажа. 1 апреля 1890 года получил чин полковника, в 1896 году произведён в генерал-майоры.
Леонид Петрович Пущин был женат с 1880 года на Кучинской Ангелине Викентьевне.
Умер Леонид Петрович Пущин 13 июня 1898 года в Петергофе, похоронен на Казанском кладбище в Царском Селе.

## Награды
Леонид Петрович Пущин был награждён орденами и медалями Российской империи:
- орден Святого Георгия 4 степени (1878),
- орден Святой Анны 2 степени,
- орден Святого Владимира 4-й степени с бантом за 25 лет безупречной службы (1889),
- орден Святого Владимира 3-й степеней.

Иностранные:
- орден Красного Орла 3 степени (1888, Пруссия);
- орден Князя Даниила I 3 степени (1889, Черногория);
- медаль Милоша Обилича за храбрость (1890, Сербия).

## Память
26 марта 1907 года эскадренный миноносец «Задорный» был переименован в «Лейтенант Пущин», в честь Леонида Петровича Пущина